# El Dorado, Tabasco
El Dorado är en ort i Mexiko.   Den ligger i kommunen Huimanguillo och delstaten Tabasco, i den sydöstra delen av landet, 600 km öster om huvudstaden Mexico City. El Dorado ligger 33 meter över havet och antalet invånare är 1 025.
Terrängen runt El Dorado är mycket platt. Runt El Dorado är det ganska tätbefolkat, med 60 invånare per kvadratkilometer. Närmaste större samhälle är Cárdenas, 13,1 km norr om El Dorado. Trakten runt El Dorado består till största delen av jordbruksmark.